# Kanton Marck
Kanton Marck is een kanton in het Franse departement Pas-de-Calais. Het kanton maakt deel uit van het arrondissement Calais. Kanton Marck is in 2015 ontstaan uit de kantons Calais-Est, Audruicq en Guînes.

## Gemeenten
Het kanton omvat de gemeenten:
- Guemps
- Nortkerque
- Marck (hoofdplaats)
- Muncq-Nieurlet
- Nouvelle-Église
- Offekerque
- Oye-Plage
- Audruicq
- Polincove
- Recques-sur-Hem
- Ruminghem
- Sainte-Marie-Kerque
- Saint-Folquin
- Saint-Omer-Capelle
- Vieille-Église
- Zutkerque